# نواه شناب
نواه شناب (بالإنجليزية: Noah Schnapp)‏ (3 أكتوبر 2004 في سكيرديل، الولايات المتحدة)، هو ممثل أمريكي بدأ مسيرته الفنية سنة 2015. اشتهر بتمثيله دور ويل بمسلسل الخيال العلمي سترينجر ثينقس. كما أدى صوت تشارلي براون في فيلم كرتون البينتس، كما أدى دور روجر في فيلم جسر الجواسيس سنة 2015، بالإضافة إلى بعض الأعمال الأخرى.

## حياته
ولد شناب في سكارسديل في نيويورك من ميتشل وكارين شاناب. لديه أخت توأم تدعى كلوي. تعود أصول عائلة شناب من مونتريال، كيبيك في كندا ولديه الجنسية الكندية وهو من عائلة يهودية. بدأت رغبة شناب في التمثيل عندما كان عمره حوالي 5 سنوات بعد مشاهدة إنتاج برودواي لآني. قام بأدوار التمثيل في المدرسة والمسرحيات المجتمعية. عندما كان يبلغ من العمر ثماني سنوات اقترح مدرسه بالوكالة أن يذهب إلى الاحتراف.

## مسيرته المهنية
أدّى شناب دور شخصية تشارلي براون في المسلسل الكرتوني البينتس (أداء صوتي). أول ظهور سينمائي لنواه كان في 2015 في الفيلم الدرامي التاريخي جسر الجواسيس من إخراج ستيفن سيلبرغ وبطولة توم هانكس، بعد ذلك في 2016 تم إختيار نواه لأداء دور ويل بايرز من مسلسل الخيال العلمي والرعب سترينجر ثينقس الذي أنتجته شبكة نتفليكس. وفقًا لعقده تلقى شناب 10.000$ لكل حلقة في الموسم الأول من سترينجر ثيقنس.

## أعماله

### الافلام
| الفلم                | الدور         | العام |
| -------------------- | ------------- | ----- |
| جسر الجواسيس         | روجر          | 2015  |
| البينتس (أداء صوتي)  | تشارلي براون  | 2015  |
| We Only Know So Much | اوتيس كوبلاند | 2018  |
| ايب                  | ايب           | 2019  |
| انتظار انيا          | جو            | 2020  |
| Hubie Halloween      | تومي ڤالنتاين | 2020  |

### المسلسلات
| المسلسل       | الدور     | العام           |
| ------------- | --------- | --------------- |
| سترينجر ثينقس | ويل بايرز | 2016 — حتى الآن |

## وصلات خارجية
- نواه شناب على موقع IMDb (الإنجليزية)
- نواه شناب على موقع ميتاكريتيك (الإنجليزية)
- نواه شناب على موقع روتن توميتوز (الإنجليزية)
- نواه شناب على موقع قاعدة بيانات الأفلام العربية
- نواه شناب على موقع ألو سيني (الفرنسية)
- نواه شناب على موقع ميوزك برينز (الإنجليزية)
- نواه شناب على موقع تيرنر كلاسيك موفيز (الإنجليزية)
- نواه شناب على موقع أول موفي (الإنجليزية)
- نواه شناب على موقع قاعدة بيانات الفيلم (الإنجليزية)

- نواه شناب على IMDB
- نواه شناب على Rotten Tomatos
- نواه شناب على Allociné
- نواه شناب على ElCinema